# 中田島砂丘

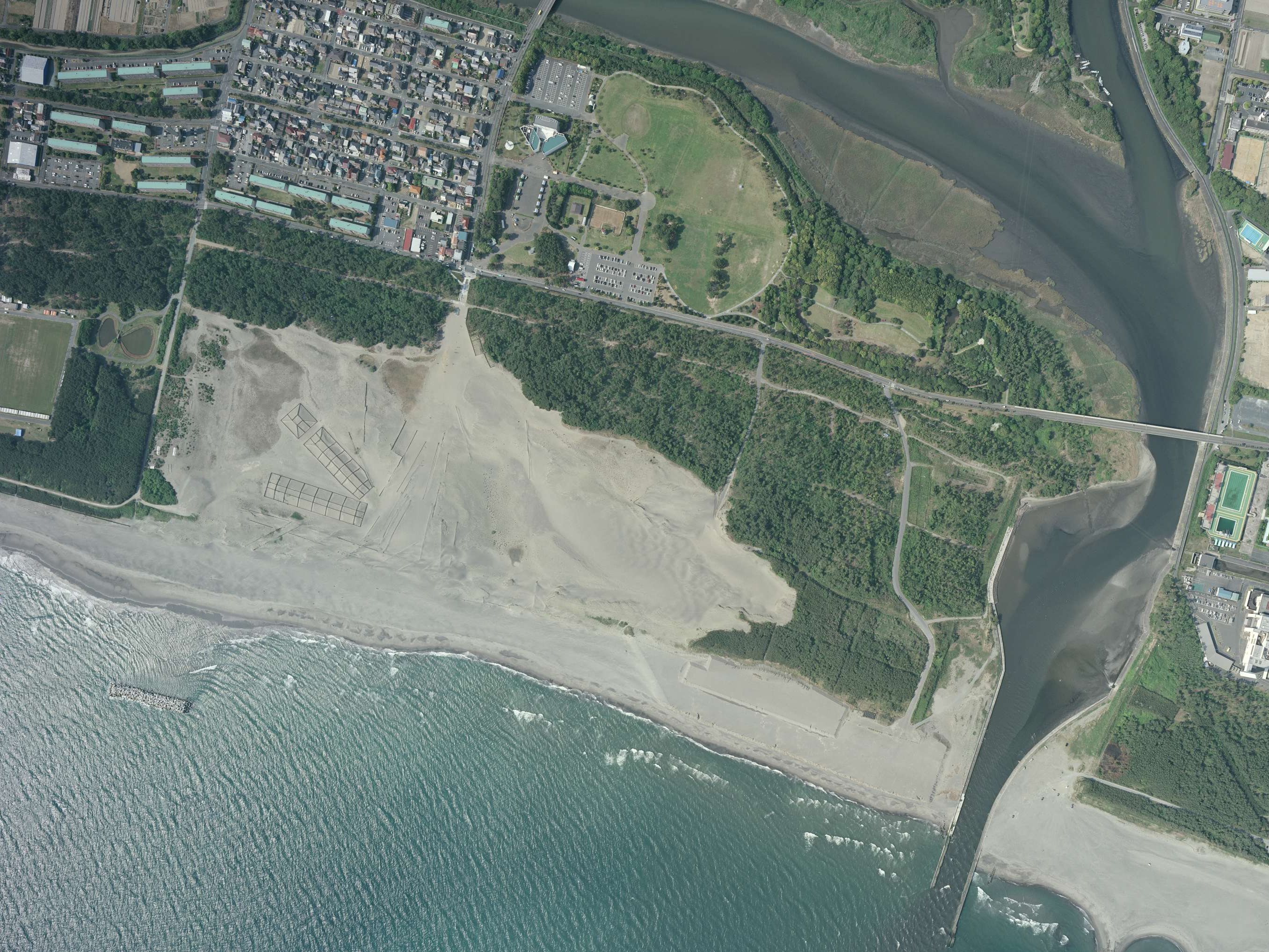
空撮。右は馬込川の河口。

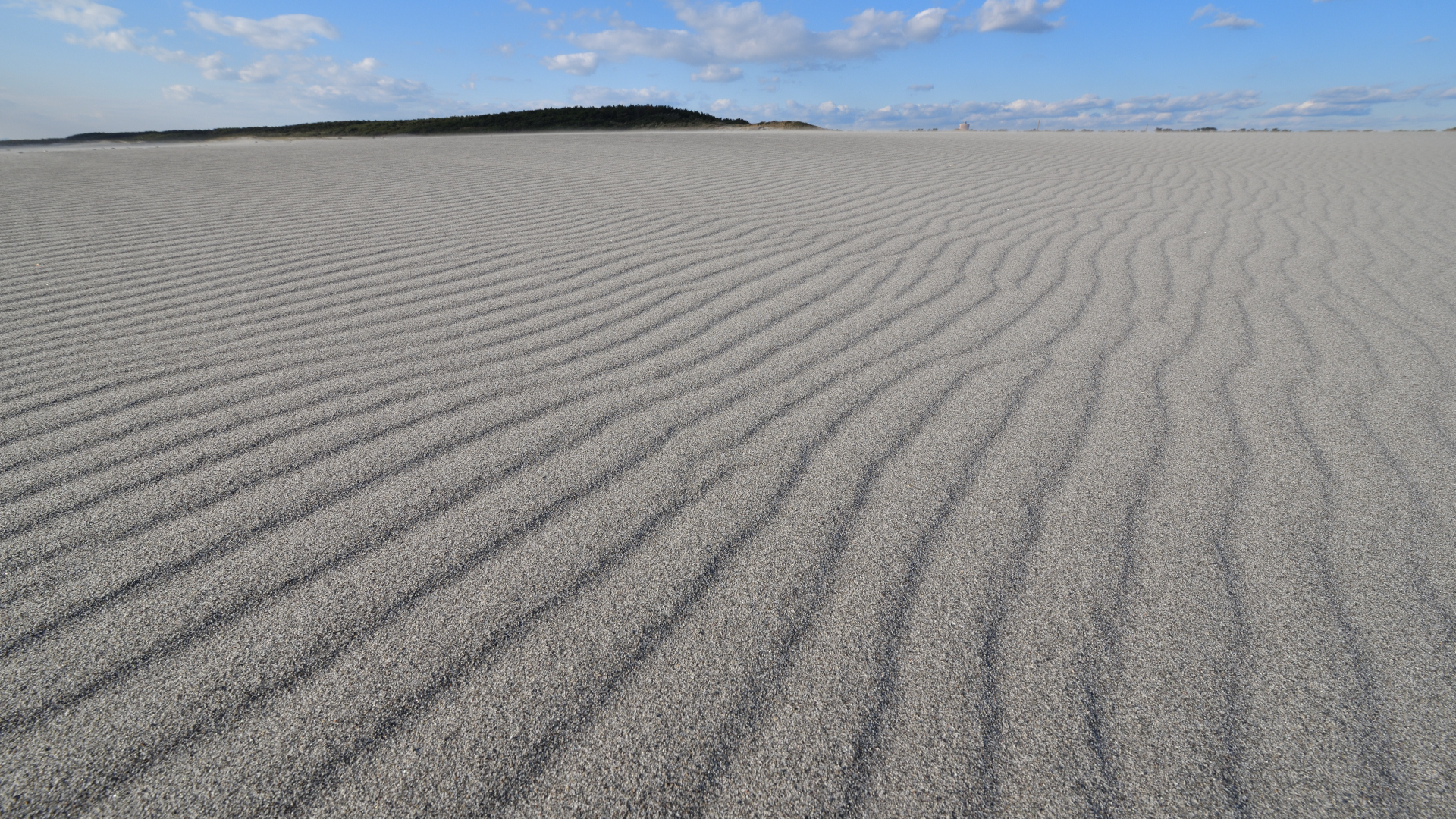
中田島砂丘の風紋

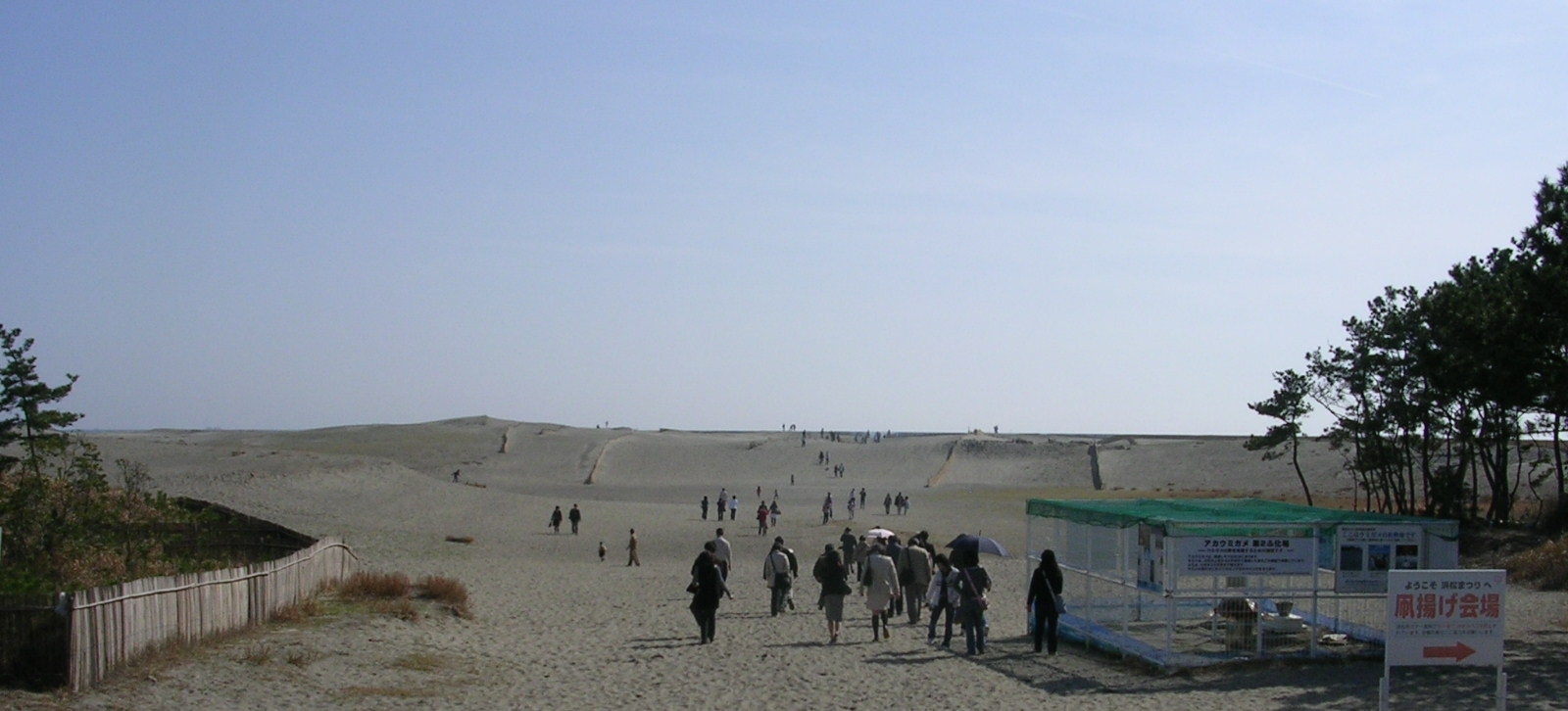
中田島砂丘の入口からの景色。右に写っている緑色の囲いはウミガメの卵を保護している。

中田島砂丘（なかたじまさきゅう）は、静岡県浜松市南部の天竜川以西に位置し、遠州灘に面する砂丘。南北約0.6 km、東西約4 kmにわたって広がり、遠州浜（遠州大砂丘）の一部を形成する。遠州灘海浜公園の一部で、同公園の風車公園（中田島中）ゾーンと凧場公園（白羽）ゾーンの中間に位置している。

## 見所
鳥取県の鳥取砂丘ほどは広くないが、海風によって風紋という模様が砂上に浮かび上がる。元旦には初日の出を見るために訪れる人も多い。また夏はアカウミガメが産卵のために上陸する。産んだ卵は囲いに入れられ、孵化後は人の手によって放流される。また砂丘という環境からハマヒルガオやコウボウムギといった海浜植物が多く見られる。
毎年5月3日 - 5月5日のゴールデンウィークに開催される浜松まつりの凧揚げ会場近くの観光地でもあり、賑わいをみせる。
比較的容易に砂丘の風景が撮影できる場所として、テレビドラマ、映画やプロモーションビデオなどのロケ地と使用されることも多い。
2012年（平成24年）には宇宙航空研究開発機構（JAXA）がかぐやに続く月探査計画で使用する予定の月面ロボット試作機のテストが行われた。

## 問題

### やせ細る砂丘
天竜川の上流にダムが出来たため、上流から運ばれてくる砂の量が減少（特に佐久間ダムは堆砂が激しいことで知られ、浚渫作業で取り除いているものの毎年約90万m3の早さで堆砂が増加し続けている）。そのために波によって浸食される砂の量と天竜川から運ばれてくる砂の量のバランスが崩れ、その結果海岸線が毎年平均5mほど後退し続けている。この問題を解消すべく、2006年（平成18年）7月に市は主に砂丘東側の防砂林の所まで風などで運ばれた砂を、特に侵食の激しい西側の個所へ運び、砂の流出を防ぐ為に堆砂垣を設置するなどの「堆砂移動工事」を行う方針を固め、2006年（平成18年）8月に実施した。

### 堆砂垣

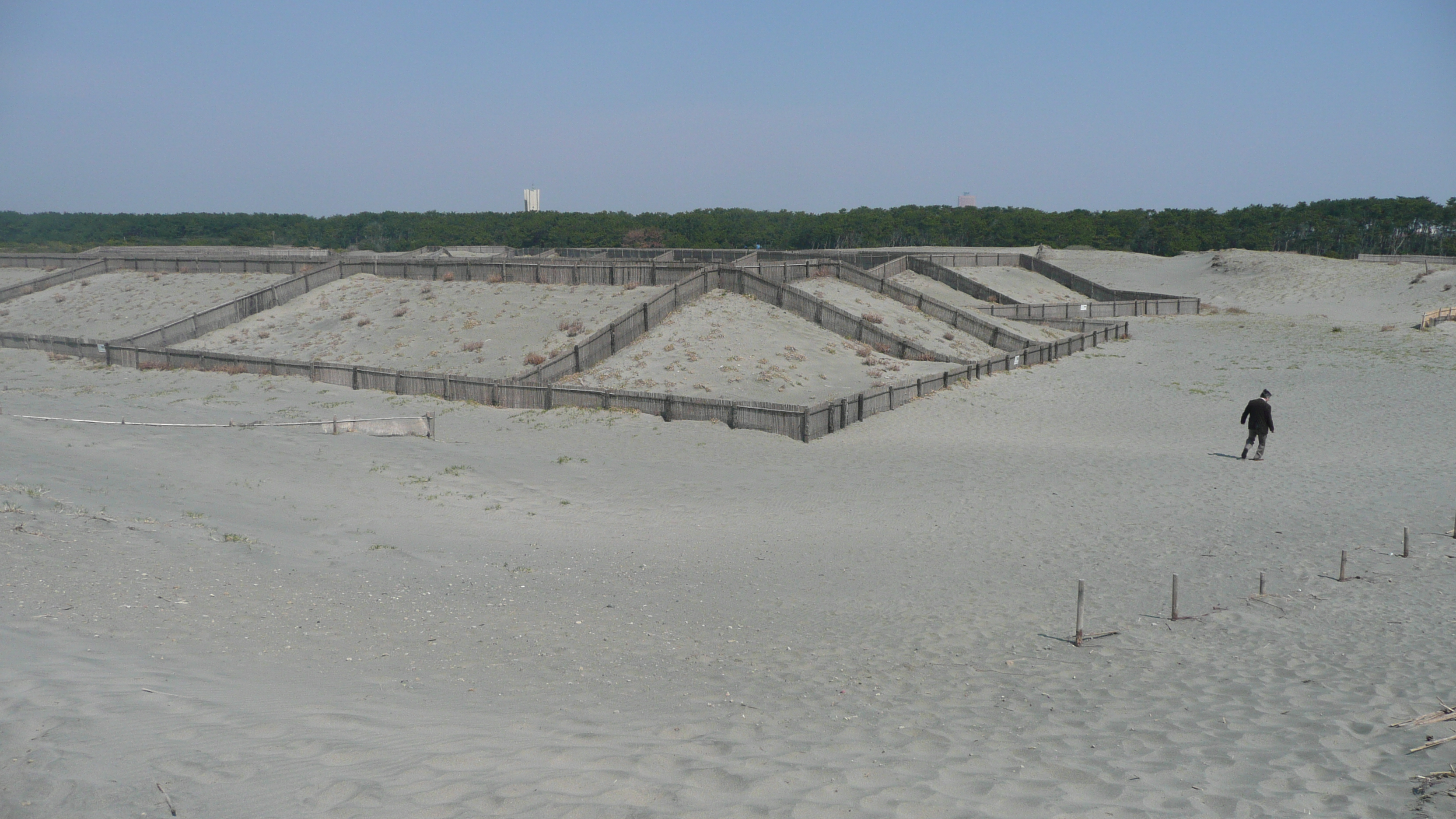
堆砂垣

中田島砂丘には、堆砂垣（たいさがき）と呼ばれる施設がある。これは砂浜に砂が積もるよう促し、砂丘の面積が減少するのを防ぐ施設である。これが砂に埋まりそうになった時は上部に増やしていく。
近隣の静岡県立浜松江之島高等学校、浜松市立白脇小学校や市内の郵便局、ボランティア団体等が毎年設置している。

### 埋め立てごみの露出
この侵食の影響で、2003年（平成15年）9月には砂丘に埋め立てられていたごみがむき出しとなった。これは、1972年（昭和47年） - 1980年（昭和55年）頃に掛けて旧浜松市から発生した家庭ごみが中田島砂丘東側の一角（馬込川西岸の河口近く）、幅およそ350m、奥行きおよそ250mに渡り埋め立てた時のものであり、およそ13万トンもの量が廃棄されていると見られている。当時は海岸線からおよそ180mの位置に埋め立てたのだが、30年の間に侵食によって海岸線がその180m分後退し、ごみが崖となって海岸線に現れた。この問題に対して、浜松市は2003年（平成15年）末にごみの流出を阻止するための応急措置を施した。その際、浜松市はこの埋め立てごみの存在によって周辺地域や海洋の汚染に繋がるものではないと判断し、ごみはそのまま中田島砂丘に鎮座することとなった。なお、このごみを完全に撤去するにはおよそ80億円もの費用が必要になると見込まれている。

## 所在地
- 静岡県浜松市中央区中田島町

## アクセス

### 自家用車
- 自動車：国道1号中田島砂丘入口交差点を南方向へ。およそ1km先に中田島砂丘前交差点あり。駐車場は遠州灘海浜公園（中田島中地区）内に設置されている。

### 公共交通機関
- バス：JR浜松駅より遠鉄バス（中田島行き）で「中田島砂丘」バス停下車、徒歩ですぐ。

## 近隣の施設
- 遠州灘海浜公園
- 浜松まつり会館